# Scheifling
Scheifling là một đô thị thuộc huyện Murau thuộc bang Steiermark, nước Áo. Đô thị Scheifling có diện tích 15,37 km², dân số thời điểm năm 2005 là 762 người.